# Maggie Peterson
Maggie Peterson (* 10. Januar 1941 in Greeley, Colorado; † 15. Mai 2022 in Colorado) war eine US-amerikanische Schauspielerin und Sängerin.

## Leben
Peterson war das jüngste von vier Kindern und wurde als Tochter von Arthur Peterson und Tressa Hill geboren. Ihr Vater war Arzt und ihre Mutter Hausfrau.
Peterson wuchs in einer musikalischen Familie auf. In einem Interview sagte sie, dass „ihre frühesten Erinnerungen mit Musik zu tun haben. Sie, ihr Bruder Jim und zwei von Jims Freunden gründeten das Ja-Da-Quartett und […] fuhren auf der Ladefläche eines Pick-ups herum und sangen den Leuten etwas vor.“
Als Peterson 1968 im Vorprogramm von Andy Griffith in einem Casino in Lake Tahoe sang, lernte sie den Jazzmusiker Ronald Bernard „Gus“ Mancuso kennen, der in einer Lounge-Band Bass spielte. Die beiden heirateten am 28. Januar 1978 und waren bis zu seinem Tod im Jahr 2021 ein Paar. Sie verbrachten einige Jahre in Los Angeles, wo Peterson in der Werbung tätig war, bis sie beschlossen, sich in Las Vegas niederzulassen, wo Peterson als Location Scout für Film und Fernsehen arbeitete.
Ihr Gesundheitszustand verschlechterte sich nach dem Tod ihres Ehemannes, der am 9. Dezember 2021 im Alter von 88 Jahren an den Folgen der Alzheimer-Krankheit verstorben war. Nach mehreren Stürzen lebte Peterson fortan in der Nähe ihrer Familie in Colorado, wo sie im Alter von 81 Jahren in einem Pflegeheim im Schlaf verstarb.
Ihre Nichte Amy Royer teilte hierzu mit:

„Mit großer Trauer teilen wir mit, dass unsere liebe Tante Maggie gestern Nachmittag (Sonntag, 15. Mai) gestorben ist. Sie ist friedlich im Schlaf und im Beisein ihrer Familie verstorben. […] Maggies Gesundheitszustand hat sich nach dem Tod ihres Mannes Gus verschlechtert, und wir sind erleichtert, dass wir sie nach Hause bringen konnten, um für ihre letzten Tage in der Nähe ihrer Familie zu sein.“

## Karriere
Peterson begann ihre Karriere als Sängerin des Ja-Da-Quartetts, aus dem später die Band „Margaret Ann & the Ja-Da Quartet“ wurde. 1954 wurde sie auf einer Capitol Records Convention von Dick Linke entdeckt, dem Manager von Andy Griffith und Jim Nabors, und nach New York City eingeladen.
Nach ihrem High-School-Abschluss im Jahr 1958 folgten Peterson und ihre Gruppe der Einladung und es folgten mehrere Auftritte in der Perry Como Show sowie der  Pat Boone Show. 1959 veröffentlichten sie ihr Album It's the Most Happy Sound; das Familienquartett löste sich jedoch bald danach auf und kehrte nach Hause zurück. Kurze Zeit später schloss sich Peterson einer anderen Gruppe an, dem Ernie Mariani Trio, das sich später in Margaret Ann and the Ernie Mariani Trio umbenannte. Die Gruppe war mehrere Jahre lang auf Tournee und trat in Ferienorten wie Las Vegas, Lake Tahoe und Reno auf, wo Frank Sinatra und das Rat Pack regelmäßig im Publikum saßen. Während ihrer Tournee wurde Maggie von Bob Sweeny, dem Regisseur der Andy Griffith Show, und dem Produzenten Aaron Ruben entdeckt und es kam zu einem Vorsprechen.
Für die Andy Griffith Show – einem Ableger der The Danny Thomas Show – war Peterson zunächst für die Rolle der Ellie Walker vorgesehen, doch die Rolle ging an Elinor Donahue. Bald darauf wurde sie für die Rolle der Charlene Darling ausgewählt, der einzigen Tochter der Serienfigur Briscoe Darling. Die Serienfamilie, zu der neben Charlene auch vier Brüder gehörten (gespielt von der Bluegrass-Band The Dillards), lebte in den Bergen und kam zum Musizieren oft in die fiktive Stadt Mayberry im Mittleren West der Vereinigten Staaten; drei Lieder der „Darlings“ erschienen später auf dem Album Songs That Make Me Cry.
Peterson war nur in fünf Folgen der klassischen Sitcom als Charlene zu sehen, aber sie hinterließ einen bleibenden Eindruck beim Publikum. Sie kehrte in der letzten Staffel der Serie in der Folge A Girl For Goober 1968 als Doris zurück, die mit der von Ken Berry gespielten Figur liiert war. Sie hatte auch Auftritte in den Nachfolgeformaten Gomer Pyle USMC und Mayberry R.F.D.; in Mayberry R.F.D. spielte sie in einer Folge die Café-Kellnerin Edna.
Peterson spielte danach Susie, ebenfalls eine Café-Kellnerin, in der The Bill Dana Show, einem weiteren Ableger der The Danny Thomas Show, die von September 1963 bis Januar 1965 ausgestrahlt wurde.
Zu weiteren Fernsehserien, in denen Peterson Auftritte hatte, zählen unter anderem Wo die Liebe hinfällt, Green Acres und Männerwirtschaft. Im Film war sie 1969 in Angel in My Pocket und im selben Jahr als Rose Ellen in Sexualprotz wider Willen zu sehen, in dem sie neben Don Knotts spielte; 1986 hatte sie einen Auftritt in Return to Mayberry.
Ihre letzte Rolle vor der Kamera hatte sie 1987 in einer Folge von The Magical World of Disney.
Im April 2008 erhielten Peterson und die ehemaligen Bandmitglieder der Dillards, Dean Webb und Mitch Jayne, als Vertreter der Serien-Familienband „The Darlings“ einen Stern auf dem Missouri Walk of Fame in Marshfield, Missouri. Im Mai 2016 und im Mai 2019 trat Peterson als Ehrengast auf dem „Mayberry In The Midwest“-Festival in Danville im US-Bundesstaat Indiana auf.
Nach dem Ende ihrer Schauspielkarriere arbeitete sie für die Nevada Film Commission und war, meist unter dem Namen Maggie Mancuso, als Location Scout tätig, beispielsweise für in Las Vegas und Nevada angesiedelte Filme wie Casino (1995), Mars Attacks! (1996) und Das Glücksprinzip.

## Auszeichnungen
Im Jahr 2004 erhielt sie den „Legend Award“ bei der Verleihung der TV Land Awards als Teil des Ensembles der Andy Griffith Show.

## Filmografie (Auswahl)

### Film
- 1969: Angel in My Pocket
- 1969: Sexualprotz wider Willen (The Love God?)
- 1969: Doc (Fernsehfilm)
- 1969: The Over-the-Hill Gang (Fernsehfilm)
- 1980: Alles oder nichts (Pleasure Palace; Fernsehfilm)
- 1985: Las Vegas Cop (Stark; Fernsehfilm)
- 1986: Return to Mayberry (Fernsehfilm)

### Fernsehen
- 1963–1968: The Andy Griffith Show
- 1964: Ein Page hat’s nicht leicht (The Bill Dana Show)
- 1965: Gomer Pyle: USMC
- 1967–1970: Green Acres
- 1969: The Queen and I
- 1970: Wo die Liebe hinfällt (Love, American Style)
- 1970: Mayberry R.F.D.
- 1974: Männerwirtschaft
- 1977: Odd Man Out
- 1987: Disney-Land (The Magical World of Disney)

### Location Scout
- 1995: Casino
- 1996: Mars Attacks!
- 1997: Perdita Durango
- 1998: Das Glück hat sieben Augen (Money Play$; Fernsehfilm)
- 1999: Go! Das Leben beginnt erst um 3.00 Uhr morgens
- 2000: The Extreme Adventures of Super Dave (Video)
- 2000: Das Glücksprinzip